# Швиц
Вижте пояснителната страница за други значения на Швиц.
Швиц (на италиански: Svitto, Свито) е курортен град в Централна Швейцария. Главен административен център на кантон Швиц.
Разположен е около северния бряг на Фирвалдщетското езеро на около 30 km на югоизток град Люцерн. Първите сведения за града като населено място датират от 972 г. Има жп гара. Населението му е 14 180 души по данни от преброяването през 2008 г.